# Храм Светог архангела Гаврила у Борчу
Храм Светог архангела Гаврила, налази се у селу Борач непосредно испод Борачког крша, у општини Кнић, припада Епархији жичкој Српске православне цркве. Од 15. јануара 2024. године Борач је по први пут у историји постао седиште Православног Архијерејског намесништва гружанског, а јереј Александар Јаћовић, парох борачки Архијерејски намесник. Заједно са Средњовковним градом Борчом и старим гробљем у Борчу представља непокретно културно добро као споменик културе од великог значаја. Борачки крш, у чијем се подножју налази црква, проглашен је спомеником природе.

## Историјат
Црква посвећена Св. aрхангелу Гаврилу налази се у подножју стене на којој је подигнут средњовековни град Борач. Основни податак којим се врши датовање овог објекта представља натпис у фреско – техници на надвратнику портала источног зида припрате. Његов садржај указује на време осликавања цркве – 20. јули 1553. године, али не и на годину градње, која је могла бити доста ранија.

## Архитектура
Скромна борачка црква је једнобродна грађевина сажетог уписаног крста. Зидана је од камених притесаних квадера, различитих димензија, али складно укомпонованих у целину. Алтернацијом комада карактеристичних боја и прелива, постигнут је јединствен ефекат. Апсида на источној страни је споља петострана а изнутра полукружна, са ђакониконом и проскомидијом који су, тек наглашени, полукружним нишама, не много већим од истоветних на северном и јужном зиду олтарског простора. Наос са карактеристичним правцем пружања од истока ка западу, засведен је полуобличастим сводом, који заједно са луцима ослоњеним на степенасто профилисане конзоле носи ниску, у темену издубљену, слепу централну куполу. У другој половини 16. века изграђена је припрата засведена полуобличастим сводом, на истоветан начин и од истог материјала као наос. Комуникација припрате са спољашњошћу остварена је са два портала, главним улазним на западном, и бочним (данас претежно у употреби) на јужном зиду. На оба портала се налазе дрвена декорисана врата, настала у различитим временима, са различитим вегетабилним, дрвеним и металним апликацијама. Својом лепотом и квалитетом израде посебно се издвајају јужна улазна врата, настала највероватније у другој половини 18. века.
У другој половини 19. века изведени су први радови на пословима обнове храма, односно поправкама, које нису нарушиле аутентичност израза. Том приликом дограђена је и спољна припрата, која у потпуности прати архитектонски израз и форму старе цркве. Усклађеност са старијим партијама храма испоштована је чак и у употреби материјала, камених блокова притесаног камена. Ексонартекс је изграђен у форми трема, полуобличастог свода ослоњеног на четири масивна стуба, зиданих од камених тесаника, на којима почивају полукружни лукови који их истовремено и повезују. Архитектонска пластика борачке цркве, сведеног је израза и скромне материјализације, а монотона камена фасадна платна оживљена су фризовима слепих аркада на северној и јужној страни. Узане, профилисане монофоре, распоређене су, по једна, на северном и јужном зиду припрате и наоса, и једна на олтарској апсиди. Улазни портали, иако степенасто компоновани, лишени су било какве стилизованости. Посебна препознатљивост цркве, донекле долази и од степенасто компонованих кровних равни, данас покривених ћерамидом, која је заменила некадашњу покривку од олова или камених тесаника.
Живопис у цркви се сачувао у најнижој зони олтара, наоса и источног зида припрате, као и делимично у другој зони јужног и западног зида главног дела храма.
Целина од двадесетак целивајућих икона олтарске преграде настала је око 1870. год. и својим стилским особеностима упућује на рад Димитрија Посниковића. Иконостас у храму архистратига Михаила ни у ком погледу не одступа од Посниковићевих скромних сликарских способности, слабијег цртежа и перспективе али далеко сигурнијег колорита и са распоредом икона ближем традиционалним решењима.

## Галерија
- црква
- звоник
- врата цркве
- део иконостаса
- иконостас
- Табла са информацијама о храму, на улазу у црквено двориште